# Isabelle d'Aragon (1470-1498)
Pour les articles homonymes, voir Isabelle d'Aragon.
Isabelle d'Aragon, née le 2 octobre 1470 à Dueñas et morte le 28 août 1498  à Saragosse, fille d'Isabelle de Castille et de Ferdinand II d'Aragon, les Rois catholiques d'Espagne, est reine consort de Portugal du 30 septembre 1497 à sa mort et héritière présomptive de Castille et d'Aragon du 4 octobre 1497 à sa mort.
Elle meurt après avoir donné naissance à un fils, Miguel, qui devient héritier présomptif, mais qui meurt en 1500, laissant la place à sa tante Jeanne de Castille et à son époux Philippe de Habsbourg, parents de Charles Quint.

## Biographie

### Origines familiales et formation
Fille aînée de Ferdinand II d'Aragon et d'Isabelle Ire de Castille, Isabelle porte le prénom de sa mère. 
Elle reçoit comme ses frères et sœurs une bonne éducation digne de son rang : elle apprend les langues romanes et étudie la Bible, la littérature, les arts et les textes liturgiques. Son précepteur est le dominicain Pascual de Ampudia.

### La période de la guerre de Succession de Castille (1475-1479)
Née sous le règne de son oncle, Henri IV de Castille, les premières années de la vie d'Isabelle sont marquées par les tensions entre lui et sa mère, le monarque ne pardonnant pas à la jeune femme d'avoir épousé Ferdinand II d'Aragon sans sa permission. À la mort d'Henri IV en 1474, sa mère revendique le trône de Castille et la jeune Isabelle devient l'héritière présomptive du trône.
Les premières années du règne d'Isabelle sont le théâtre d'une guerre de succession, Henri IV n'ayant pas nommé de successeur. Une lutte s'ensuit entre elle et sa nièce Jeanne de Castille, connue sous le nom de « la Beltraneja » en raison des rumeurs selon lesquelles elle serait l'enfant illégitime de l'épouse d'Henri IV, Jeanne de Portugal, et de son favori, Beltrán de la Cueva. Alphonse V de Portugal, oncle de Jeanne, intervient en son nom et Ferdinand et Isabelle sont contraints à une guerre avec le Portugal.
Pendant la guerre, la jeune Isabelle est elle-même témoin du chaos. Alors que ses parents combattent les Portugais, la princesse est ainsi laissée à Ségovie, ville placée sous le contrôle d'Andrés de Cabrera et de sa femme Béatrice de Bobadilla. Les habitants de la ville, mécontents de cette nouvelle administration, se soulèvent et prennent le contrôle de la ville. La princesse, alors âgée de sept ans, est piégée dans une tour de l'Alcazar jusqu'à ce que sa mère restaure l'ordre.

### Traité d'Alcaçovas (1479) et premier séjour au Portugal
La guerre se termine en 1479 avec le traité d’Alcáçovas, qui prévoit les fiançailles de la princesse Isabelle et du petit-fils d'Alphonse V, Alphonse de Portugal, de cinq ans son cadet. Le traité prévoit également le paiement par Ferdinand et Isabelle d'une importante dot pour leur fille, qui doit résider pour quelque temps au Portugal pour garantir le respect des termes du traité par ses parents. En 1480, le prince Alphonse s'installe à Moura avec sa grand-mère maternelle Béatrice de Portugal, et est rejoint dans les premiers mois de l'année suivante par Isabelle.

### Période de la guerre de Grenade (1482-1492)
Isabella passe également une partie de sa jeunesse en campagne avec ses parents alors qu'ils font la conquête des États musulmans du sud de l'Espagne. Par exemple, elle accompagne sa mère lors de la reddition de la ville de Baza.

### Mariage avec Alphonse de Portugal (1490)
Son premier époux est le prince Alphonse, fils unique et héritier du roi Jean II de Portugal et d'Éléonore de Viseu.  
Le mariage a lieu par procuration au printemps 1490 à Séville,. Le 19 novembre suivant, Isabelle arrive à Badajoz, où elle est accueillie par l'oncle d'Alphonse, Manuel de Beja. Alphonse et Isabelle se retrouvent à Elvas le 22 novembre et, le lendemain, Isabelle rencontre sa belle-mère au couvent do Espinheiro à Évora, où la cour s'est assemblée pour ratifier le mariage célébré à Séville.
Bien que l'union ait été arrangée par le traité d’Alcáçovas, elle devient rapidement un mariage d'amour. Isabelle s'avère être une figure populaire auprès de la famille royale portugaise en raison de sa connaissance de leur langue et de leurs coutumes résultant des années qu'elle a passées au Portugal dans son enfance. 
La vie heureuse d'Isabelle au Portugal prend fin le 14 juillet 1491, quand Alphonse décède accidentellement d'une chute de cheval,. Elle a le cœur brisé et est convaincue que la mort de son époux résulte de la colère de Dieu envers le Portugal, qui a fourni un refuge aux Juifs que ses parents ont expulsés d'Espagne.

### Retour en Espagne (1492) et mariage avec ManuelIerde Portugal (1497)

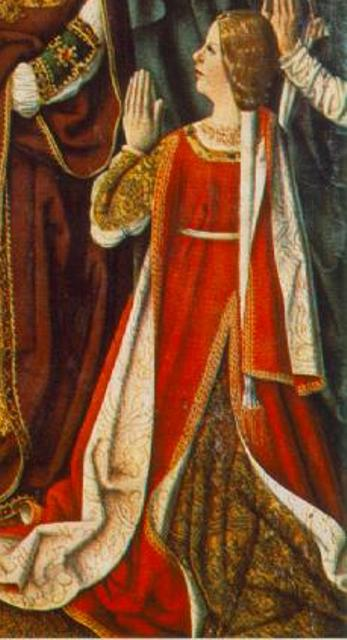
Isabelle d'Aragon, reine de Portugal

Elle retourne en Castille à la demande de ses parents. En deuil d'Alphonse, elle est devenue très religieuse, et jeûne et se flagelle pour le restant de ses jours. Elle déclare également qu'elle refuse de se remarier. Ses parents semblent d'abord accepter sa décision, mais à la mort de Jean II de Portugal en 1495, son successeur, Manuel Ier de Portugal, demande immédiatement la main d'Isabelle. 
Ferdinand et Isabelle, essayant peut-être de respecter les souhaits de leur fille, lui offrent la main d'une de leurs filles cadettes, Marie d'Aragon, mais il refuse. 
La situation reste dans une impasse jusqu'à ce que la princesse Isabelle accepte d'épouser Manuel à la condition qu'il expulse tous les Juifs du Portugal qui ne se convertiraient pas au christianisme. Il accepte son ultimatum et ils se marient en septembre 1497.

### Héritière présomptive des trônes de Castille et d'Aragon (1497)
Isabelle devient princesse des Asturies et héritière présomptive de la couronne de Castille à la suite du décès de son frère unique, Jean d'Aragon, le 4 octobre 1497. Jean d'Aragon meurt d'une fièvre contractée au cours de son voyage vers Lisbonne pour assister au mariage d'Isabelle.
Philippe le Beau, duc de Bourgogne et souverain des Pays-Bas bourguignons, époux de Jeanne (1479-1555), deuxième fille des Rois catholiques, réclame la succession pour Jeanne, bien qu'Isabelle ait la préséance en tant que fille aînée. Les Rois catholiques réunissent alors les Cortes de Castille à Tolède en avril 1498 et font reconnaître Isabelle, alors enceinte, comme héritière présomptive. 
La famille royale se rend en juin à Saragosse pour la présenter aux Cortes d'Aragon. Ceux-ci refusent d'abord de la reconnaître comme héritière et imposent au roi certaines conditions, notamment la restitution des privilèges des villes. Ferdinand tente de calmer la situation[pas clair] mais le refus de se présenter aux Cortès des villes de Valence et de Barcelone fait échouer la reconnaissance officielle d'Isabelle comme héritière. 
Isabelle, imbue de l'autorité royale, conseille à son père de ne pas négocier avec les villes d'Aragon et d'imposer sa volonté par les armes. Les Aragonais, ayant appris cela, envisagent de résister à cette menace. Le chroniqueur portugais Garcia de Resende, qui fait le récit de ces événements, affirme qu'en deux nuits, les Aragonais ont placé huit mille hommes d'armes dans la ville de Saragosse.

### Mort d'Isabelle
C'est alors qu'Isabelle enceinte ressent les douleurs de l'accouchement. Le 23 août 1498, elle donne naissance dans le palais de l'archevêque de Saragosse à un fils Miguel. 
Mais, peut-être à cause de son jeûne ou de ses déplacements à un stade avancé de sa grossesse, elle meurt moins d'une heure après.
Conformément à sa demande, elle est inhumée sans cérémonie en habits de religieuse au couvent de Santa Isabel de Tolède.
La mort d'Isabelle met fin au conflit entre la couronne d'Aragon et les représentants des villes du royaume. 
Miguel est ensuite reconnu comme héritier présomptif du Portugal, de Castille et d'Aragon. 